# Dorotea Zeichmann-Lipković
Dorotea Zeichmann-Lipković (Klimpuh, Austrija, 1957.) je hrvatska pjesnikinja, autorica romana i prevoditeljica iz austrijskog dijela Gradišća. Živi u selu Klimpuhu.
Odrasla je u rodnom selu. U Željeznom je završila srednju školu. Studirala je u Beču. U tom je razdoblju se počela baviti pisanjem. Radila je u Beogradu i Pragu.
Bila je aktivna članica Hrvatskog akademskog kluba.

## Djela
- Keine Erinnerungen mehr : Gedichte auf kroatisch und deutsch = Nema uspomena : hrvatske i nimške pjesme, pjesme, 1994.
- Mrtvi na odmoru, roman, 1999.

Svojim djelima je ušla u antologiju Pjesništvo gradišćanskih Hrvata = Poemaro de Burglandaj Kroatoj, urednika Đure Vidmarovića i Marije Belošević i u antologiju Čakavsko pjesništvo XX. stoljeća : tusculum antologija urednika Milorada Stojevića 2007. godine.